# Убивашка (комикс)
«Убивашка» представляет собой серию комиксов написанная Марком Милларом и иллюстрированная Джоном Ромитом-младшим. Серия опубликован Marvel Comics под Icon. События комикса происходит между комиксами «Мордобой» и «Мордобой 2».

## Сюжет
Минди Маккриди подвергается испытаниям в государственной школе, которые идут вразрез со всеми ее инстинктами. В истории рассказывается о росте «Наследника» (Криса Дженовезе) и о взаимоотношениях Минди и Дейва, а также о причинах ухода на пенсию Убивашки от борьбы с преступностью в начале «Пипец 2». История также даёт более глубокое представление о жизни Минди Маккриди, отображая стресс, с которым она сталкивается, подвергаясь издевательствам и насмешкам со стороны сверстниц, таких как Дебби Форман (которую Минди подвешивает с крыши на верёвке, чтобы заставить дружить).
Сюжет также помогает увязать конец «Пипец» и появление множества костюмированных героев, показанных в «Пипец 2».

## Персонажи
- Минди Маккриди/Убивашка
- Дэйв Лизевски/Пипец
- Крис Дженовезе/Мазафакер
- Маркус Уильямс
- Вик Гиганте
- Ральфи Дженовезе

## Производство
Комикс про Убивашку был анонсирован на Kapow comicon. Серия фокусируется на истории Убивашки с событиями между «Мордобоем» и «Мордобоем 2» и показывает, как она занимается обычной жизнью, например, посещать среднюю школу..
Когда студия Universal выкупила права на экранизацию комикса в мае 2012 года. В фильме также были экранизированы моменты из сольного комикса про Убивашку.

## Отзывы
Комикс «Убивашка» был удачно распродан; это отчасти связано с популярностью фильма. «Убивашку» называли «визуально ошеломляющим» комиксом.

## Попытки экранизации
- Фрагменты отношений Убивашки с другими девочками в школе, были частично отражены в фильме Пипец 2[2].
- В январе 2015 года Миллер сказал, что был запланированный сольный фильм про «Убивашку» с режиссером Гаретом Эвансом, но фильм был отменен[4]. 11 февраля 2015 года Вон действительно говорил о съёмках третьего фильма, надеясь вернуть Тейлора-Джонсона и Моретц, чтобы закончить фильм и даже хотел сделать фильм «Убивашка» первым в качестве приквела. Он сказал:

Если это произойдет, я уверен, что смогу убедить Аарона и Хлою вернуться и закончить историю о Пипце..
Оригинальный текст (англ.)If that happens, I’m pretty sure I can persuade Aaron and Chloe to come back and finish the story of Kick-Ass.
— Мэттью Вон